# The Slim Shady EP
The Slim Shady EP – minialbum Eminema w wersji demo, wydany w 1997. Został wydany tylko na kasetach i około 200 płytach CD.

## Lista utworów
| Nr  | Tytuł utworu                                                 | Producent              | Długość |
| --- | ------------------------------------------------------------ | ---------------------- | ------- |
| 1.  | „Intro (Slim Shady)”                                         | Eminem                 | 1:08    |
| 2.  | „Low Down, Dirty”                                            | Mr Porter · Da Brigade | 4:44    |
| 3.  | „If I Had..”                                                 | DJ Rec                 | 4:06    |
| 4.  | „Just Don't Give a Fuck”                                     | Mr. Porter             | 4:00    |
| 5.  | „Mommy” (skit)                                               |                        | 0:39    |
| 6.  | „Just the Two of Us”                                         | DJ Head                | 4:20    |
| 7.  | „No One's Iller” (gość. Swifty McVay, Bizarre i Fuzz Scoota) | DJ Head                | 4:58    |
| 8.  | „Murder, Murder”                                             | DJ Rec                 | 4:40    |
| 9.  | „If I Had...” (wersja radiowa)                               | DJ Rec                 | 4:01    |
| 10. | „Just Don't Give a #?@!” (wersja radiowa)                    | Mr. Porter             | 4:03    |
|     |                                                              |                        | 36:39   |